# Verrucaria rubrocincta
Verrucaria rubrocincta är en lavart som beskrevs av Breuss. Verrucaria rubrocincta ingår i släktet Verrucaria och familjen Verrucariaceae.   Inga underarter finns listade i Catalogue of Life.